# Lo intangible
Lo intangible es una película documental de Argentina filmada en colores dirigida por Matilde Michanie sobre su propio guion escrito en colaboración con Horacio López que se estrenó el 12 de diciembre de 2019 y tiene por tema la obra del dibujante y escultor Fernando García Curten, que trabaja con materiales de desecho y vive recluido en su casa-museo de la localidad de San Pedro, donde nació.

## Sinopsis
El documental simula que el escritor Marcos Krämer, licenciado en artes visuales, va a visitar a Curten por primera vez en busca de material para su libro sobre el escultor: "Un reflejo en la penumbra". La cámara registra sus diálogos sobre sus opiniones plásticas y su trayectoria y recorre con detenimiento sus cuadros y esculturas en su casa-museo.

## Críticas
Horacio Bernades opinó:

” Se habla de pavor, de angustia existencial para definir la obra del artista… hay un gesto extremo, expresionista y tenebrista, en la mayoría de sus composiciones. Y hay también una cantidad de madera que las hace sofocantes. Teniendo en cuenta que llenan el salón más grande de la casa-museo, puede imaginarse lo difícil que se hace respirar allí. Michanie opta por el silencio absoluto y la simetría, al mostrar esos retorcimientos por primera y última vez. Es un gesto cinematográficamente tan sofisticado como pertinente, en tanto incita al espectador a la mirada atenta. ."

Santiago García escribió:

”Más allá del interés sobre García Curten, la película se queda en un tono monocorde, sin progresión ni crecimiento dramático. Reflexiones sueltas que terminan con un pedido de subsidio para que el museo de este gran artista no se termine de deteriorar. Una puerta de entrada para una obra influyente, pero una película que no produce el mismo resultado.” 

Paula Vázquez Prieto en La Nación dijo:

°El documental…bascula entre el placer y el academicismo. Cuando se apoya en la voz autorizada, en sus frases elocuentes, algo de ese placer de la búsqueda y el descubrimiento se transforma en un deber. En cambio, cuando la voz de García Curten, limpia y desprovista de toda vanidad, se hace dueña de su propia historia descubrimos a ese pintor fascinante que siempre debimos conocer.” 